# Economia do Recife
| Serviços                                    | 56,12 % |
| Impostos, Administração e Serviços Públicos | 26,61 % |
| Indústria                                   | 17,22 % |
| Agropecuária                                | 0,05 %  |

A economia do Recife correspondia  em 2014 a um PIB de R$ 50,6 bilhões segundo o IBGE. A cidade concentrou naquele mesmo ano uma população estimada em mais de 1,537 milhões de habitantes, representando um PIB per capita de R$ 31.513,07.
Segundo a empresa de consultoria PwC, em 2009 Recife estava entre as 50 mais ricas cidades do continente americano em paridade de poder de compra, figurando como a primeira da região Nordeste. Um outro estudo encomendado pela MasterCard Worldwide em 2008, inclui o Recife como uma das 50 economias mais desenvolvidas dos mercados emergentes no mundo.  
A economia do Recife é fortemente baseada em serviços onde se destacam o comércio e as atividades especializadas de tecnologia da informação e comunicação (TIC), a indústria da economia criativa (EC) e as atividades médico-hospitalares. O centro histórico da cidade abriga o Porto Digital, o maior parque tecnológico do país, onde atuam a maior parte das empresas da área de TIC e EC, enquanto que os bairros da zona norte concentram as atividades médico-hopitalares, correspondendo ao segundo maior polo médico do Brasil. Por ser a capital do estado de Pernambuco, as atividades ligadas ao setor público também são representativas no PIB da cidade.
Ao considerar outros municípios da região metropolitana do Recife, dois polos industriais se destacam, sendo o primeiro o Porto de Suape, e o segundo o polo de bebidas e alimentos do litoral norte nos municípios de Igarassu e Itapissuma.

## História
Durante o período colonial, o Recife teve sua a economia baseada em cana de açúcar, quando tornou-se a mais rica e importante cidade das américas. Após a invasão holandesa e estabelecimento do governo de Maurício de Nassau, a cidade também desponta como um importante centro comercial e portuário. 

## Tecnologia de Informação e Comunicação & Economia Criativa

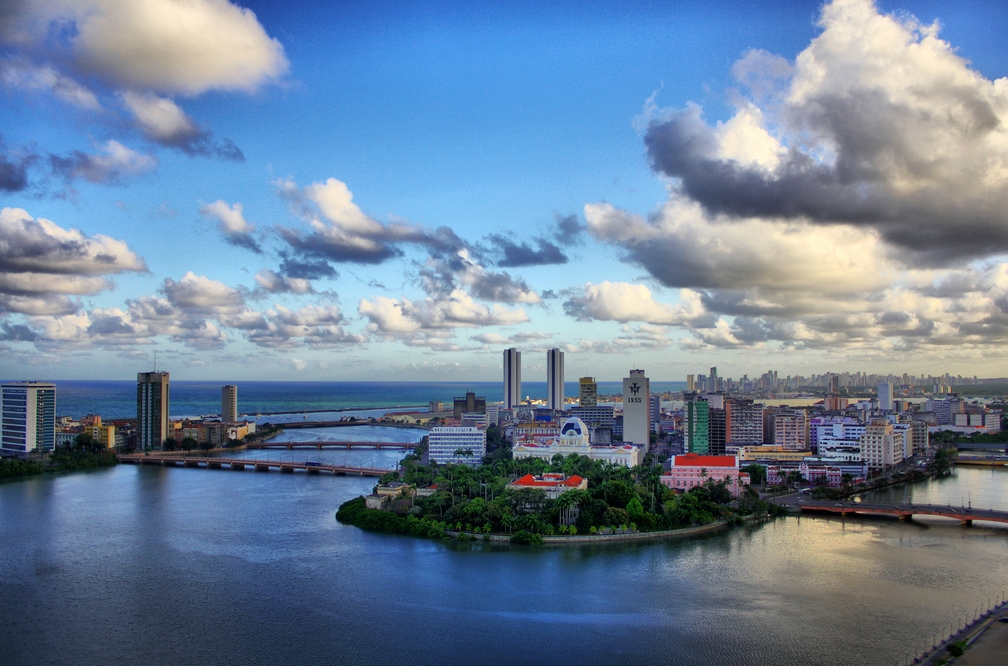
O Porto Digital, localizado no bairro do Recife Antigo, é o maior parque tecnológico do Brasil.

Com o duplo objetivo de revitalizar a região histórica degradada e reter profissionais qualificados na cidade, surge no ano 2000 o Porto Digital, um parque tecnológico com objetivo de dar suporte a criação e crescimento de empresas de tecnologia da informação e comunicação no bairro do Recife. Desde então, mais de 260 empresas, institutos de pesquisa, incubadores, aceleradoras e fundos de investimentos se estabeleceram na cidade, representando em 2015 um faturamento de R$ 1,4 bilhão e empregando 8,5 mil pessoas. Em 2013, o parque ampliou sua área de atuação para a indústria da economia criativa, abrangendo as áreas jogos eletrônicos, audiovisual, música e design. Em 2011 e 2015 o parque expande sua área territorial para os bairros de Santo Antônio, São José e Boa Vista.
O Recife abriga importantes instituto de pesquisa em seu parque tecnológico notadamente o Instituto C.E.S.A.R, o Centro de Pesquisa Automotiva do Grupo Fiat Chrysler Automobiles e o Innovation Center Recife da Accenture. 

## Serviços Médico-hospitalares
O Recife concentra o segundo mais importante polo médico do país. O estado conta com mais de 400 hospitais e 8000 leitos, estando em sua grande maioria na cidade do Recife, movimentando mais de R$ 7,2 bilhões por ano . O polo é também um importante mecanismo de atração de turistas. Em 2009, 9% dos turistas que visitaram a cidade tiveram como principal objetivo realizar precedimentos médicos, o que fortalece a cidade como um destino nacional e internacional do turismo de saúde.

## Turismo
O setor de turismo também tem significativa expressão na economia do Recife. Em 2015, o Recife foi apontada como a sexto destino mais competitivo do turismo nacional segundo estudo da FGV. Em 2011, a região metropolitana do Recife possuía 372 unidades estabelecimentos de hospedagens, figurando como a segundo maior oferta da região Nordeste. O conhecido carnaval de Pernambuco e o polo médico da cidade são dois importante atratores de turistas de lazer e negócios movimentando bilhões de reais por ano.  

### Conectividade
O Aeroporto Internacional do Recife oferece uma grande gama de rotas aéreas que ligam o Recife a diversas cidades do Brasil e do exterior.  Operam no aeroporto as companhia nacionais Azul, Avianca, Gol e Latam, como também outras companhia internacionais com destaque para a alemã Condor. O aeroporto do Recife possui rotas diretas para as maiores cidades do país, incluindo todas as capitais do Nordeste, além de doze destinos internacionais, incluindo os EUA, Argentina, Colômbia, Uruguai, Cabo Verde, Espanha, Alemanha, Itália e Portugal. 

#### Hubs
Em 2016, a Azul Linhas Aéreas estabeleceu no Recife o seu hub regional, de onde partem voos para 25 destinos nacionais e um destino internacional, tornando o Recife a única cidade do Nordeste a dispor de voos diretos para todas as capitais da região.

Em 2015, a Latam iniciou estudos para definir uma cidade da Nordeste para implantar o seu hub regional, listando Recife, Fortaleza e Natal como cidades concorrentes. Em razão da crise econômica os planos da companhia foram adiados e até 2017 a escolha ainda não foi definida.